# Il mare di settembre
Il mare di settembre è un CD inciso da Nilla Pizzi nel 1999 su etichetta Fonotil.

## Tracce
1. Donne del sud
2. Il mare di settembre
3. Sulla spiaggia
4. Bella età
5. Un ragazzo mediterraneo
6. Quando l'amore se ne va
7. Musica vera italiana
8. Stop
9. Tarattà taratà
10. A mi manera
11. Donne italiane